# Rachel Brice
Rachel Brice (Seattle, 15 juni 1972) is een Amerikaanse danseres en choreograaf. Ze werkte als professionele danseres voor de American Tribal Style Belly Dance (Tribal bellydance), die was afgeleid van de stijl van buikdansen.

## Biografie
Rachel Brice werd geboren op 15 juni 1972 in Seattle, Washington, en studeerde af aan de San Francisco State University. Rachel Brice studeerde yoga en buikdansen op 17-jarige leeftijd. Ze ontdekte de danswereld in 1988 toen ze Hahbi'Ru zag optreden op de Renaissance Faire in North Carolina, waar ze buikdansen leerde van Atesh, directeur van de Atesh Dance Troupe. leer buikdansen van Rachel Brice beoefende een tijdje yoga en in 1996 begon hij yogales te geven met de hulp van voormalig yogaleraar Erich Schiffmann.
Rachel Brice is een danseres sinds 1999 en in het begin van de jaren 2000 volgde ze buikdanslessen bij Carolena Nericcio en Jill Parker. In 2001 werd ze ingehuurd door producer Miles Copeland III, en in 2002 trad ze op en toerde ze met Bellydance Superstars, een Bellydance Superstars opgericht in San Francisco, Californië. Ze heeft ook buikdans-dvd's geproduceerd voor educatief gebruik en voor optredens, en bracht een reeks muziek-cd's uit met liedjes die bij de uitvoeringen werden gebruikt.
In 2003 richtte ze The Indigo Belly Dance Company op, een Belly Dance Company gespecialiseerd in buikdansen in San Francisco, waar ze de Amerikaanse Trible-stijl buikdans uitvoerde, die was afgeleid van de stijl van buikdansen. Daarnaast heeft ze educatieve video's uitgebracht gericht op yoga en buikdans, en heeft ze workshops gegeven in de Verenigde Staten, Europa, Azië en Australië. Ze richtte ook Studio Datura op in Portland, Oregon en lanceerde het programma 8 elementen benadering van buikdans programma.. In 2012 richtte ze Datura Online op, een online lesstudio voor yoga en buikdansen.

## Lijst van werken

### Prestatie video
- Bellydance Superstars Live in Paris: Folies Bergere
- Bellydance Superstars Solos in Monte Carlo
- Bellydance Superstars

### Educatieve video
- Tribal Fusion: Yoga, Isolations and Drills a Practice Companion with Rachel Brice
- Rachel Brice: Belly Dance Arms and Posture
- Serpentine: Belly Dance with Rachel Brice (DVD, video)